# Susan Wojcicki
Susan Diane Wojcicki (Okrug Santa Clara, Kalifornija, 5. srpnja 1968. – Okrug Santa Clara, Kalifornija, 9. kolovoza 2024.) bila je poljsko-američka menadžerica. Od 2014. do 2023. bila je direktorica YouTubea, popularnog servisa za objavljivanje videozapisa koji je u Googleovu vlasništvu. Bila je u braku s Dennisom Troperom, s kojim ima petero djece.

## Rani život i obrazovanje
Susan Wojcicki rođena je u okrugu Santa Clara u Kaliforniji, SAD. Roditelji su joj Esther Wojcicki, učiteljica i novinarka rusko-židovskog podrijetla, i Stanley Wojcicki, američki profesor fizike na Sveučilištu Stanford, poljske nacionalnosti. Pohađala je srednju školu u Palu Altu u Kaliforniji. Nakon srednje škole studirala je povijest i književnost na Harvardu iako je isprva planirala studirati ekonomiju. Diplomirala je i ekonomiju na Sveučilištu Kalifornije u Santa Cruzu i poslovnu administraciju na sveučilištu UCLA Anderson School of Management.